# Hangikjöt

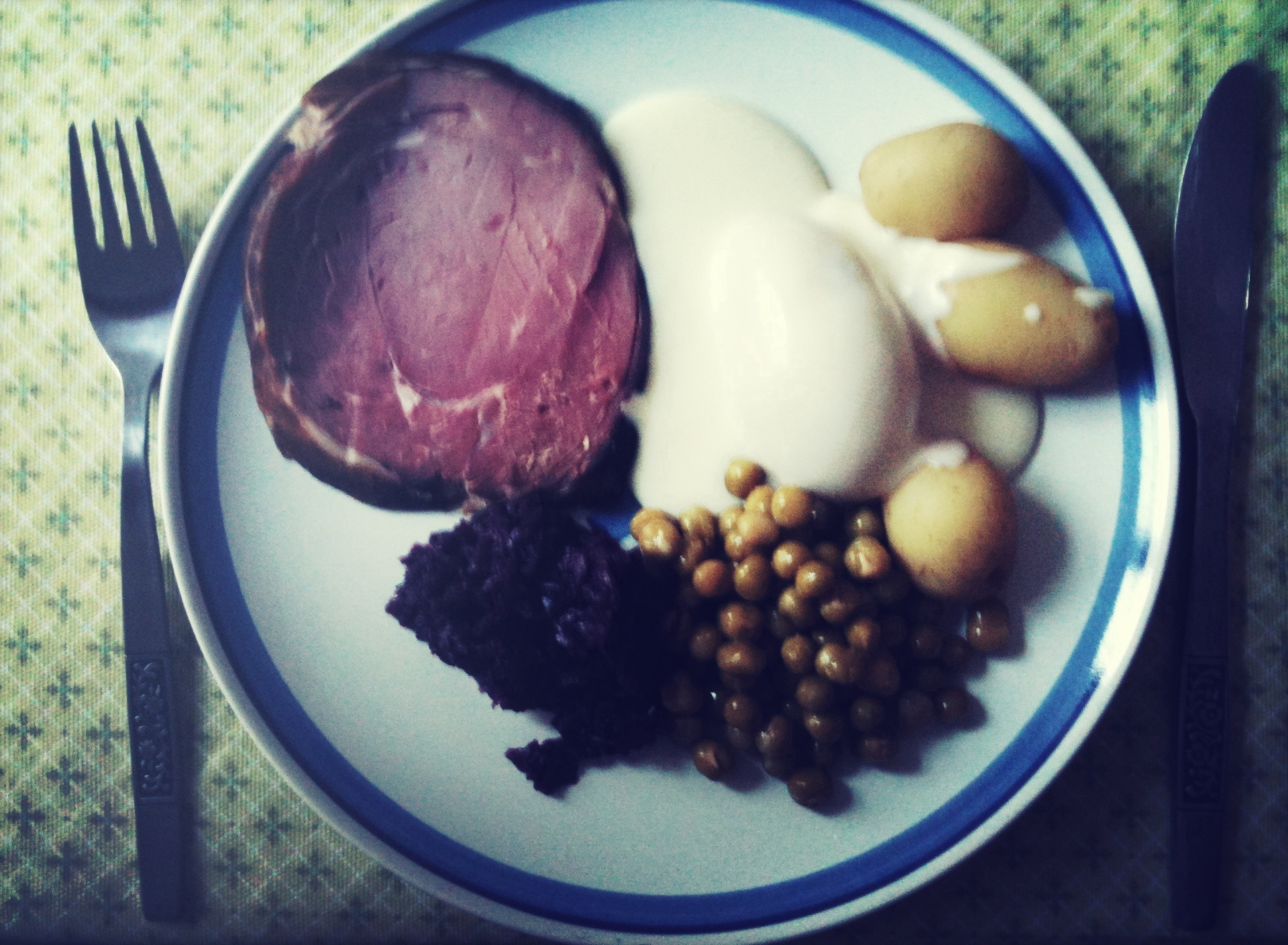
Hangikjöt avec des pommes de terre béchamel.

Le hangikjöt (prononciation islandaise : [ˈhaɲcɪcœt], littéralement : « viande pendue ») est un plat islandais de viande fumée d'agneau ou de mouton, en général bouillie.
Le hangikjöt est servi en tranches, chaud ou froid, traditionnellement avec des pommes de terre à la sauce béchamel et des petits pois ou en fines tranches sur du pain comme le flatkaka (en) ou bien le rúgbrauð.
Il y a plusieurs sortes de hangikjöt. La viande peut provenir de différents endroits du mouton, mais la plupart du temps elle est prise dans le gigot. Un gigot complet avec l'os, avec une couche de gras convenable, est considéré par de nombreux amateurs comme le nec plus ultra, bien que d'autres préfèrent l'aspect pratique d'un rouleau de viande sans os et que certains préfèrent que la plus grande partie du gras soit retirée.
Le hangikjöt que l'on trouve dans le commerce est plutôt légèrement fumé. Les deux principales sortes de fumaison sont obtenues en faisant brûler du bois de bouleau ou de la crotte de mouton séchée. Cependant, récemment, d'autres sortes sont apparues, comme le tvíreykt hangikjöt (« hangikjöt fumé deux fois ») d'agneau ou de mouton, qui est fumé sur une longue période, comme celui qui était fumé dans le feu de la cuisine pendant de longs mois à la campagne autrefois. Ce dernier est normalement servi cru en fines tranches, comme on le fait avec du prosciutto italien, avec du melon.
Le hangikjöt est un plat traditionnel de fête en Islande servi à Noël (quelquefois avec du laufabrauð (en)) ou pour des occasions spéciales. Un sondage récent[Quand ?] a montré que près de 90 % des Islandais mangeaient du hangikjöt au moins une fois pendant les fêtes.